# L.P. Gudme
Lorentz Poul Gudme (født 23. marts 1861 i Præstø, død 10. juni 1934 i København) var en dansk arkitekt, der efter læreårene hos Ove Petersen oprettede egen tegnestue og i perioder også drev entreprenørvirksomhed. Han opførte en række store ejendomme i København samt en række villaer i omegnen. Hans værker er tidstypiske repræsentanter for palæstilen.
Gudmes forældre var kateket, senere sognepræst Joachim Gudme og Mathilde Theodora Christiane Breslau von Bressendorff. Han giftede sig 28. februar 1894 med Johanne Louise Kløcker (26. februar 1872 i København – 19. oktober 1944 sammesteds), datter af bogholder og kasserer Albert Chr. Ludvig Kløcker og Caroline Sophie Timothea Ancher. Gudme er begravet på Holmens Kirkegård.

## Værker
- Gammel Kongevej 91, Frederiksberg (1896)
- Strandboulevarden 110-112/Vordingborggade, København (1906)
- Det ny Teater, Gammel Kongevej (1907, byggeriet overtaget af Ludvig Andersen)
- Scandiagade 6, København (1919)